# Pileolaria marginata
Pileolaria marginata är en ringmaskart som beskrevs av Knight-Jones 1978. Pileolaria marginata ingår i släktet Pileolaria och familjen Serpulidae. Inga underarter finns listade i Catalogue of Life.